# Casper (serie animata)
Casper (The Spooktacular New Adventures of Casper) è una serie televisiva a cartoni animati prodotta dalla Universal Animation Studios e Amblin Television dal 1996 al 1998 ispirata al personaggio del fantasmino della Harvey Comics, ma basata principalmente sui personaggi apparsi nel film omonimo uscito l'anno precedente.

## Personaggi
- Casper: doppiato da Malachi Pearson in inglese e Federica Valenti in italiano
- Puzza: doppiato da Joe Alaskey in inglese e Pino Pirovano in italiano
- Molla: doppiato da Joe Nipote in inglese e Sergio Romanò in italiano
- Ciccia: doppiato da Brad Garrett (stagione 1 e 2) e Jess Harnell (stagione 3 e 4) in inglese e Riccardo Peroni in italiano
- Kat Harvey: doppiato da Kath Soucie in inglese e Jasmine Laurenti in italiano
- Dr. James Harvey: doppiato da Dan Castellaneta in inglese e Claudio Moneta in italiano
- Spooky: doppiato da Rob Paulsen in inglese e Patrizia Scianca in italiano
- Poil: doppiata da Miriam Flynn in inglese e Giusy di Martino in italiano
- Sig.ra Banshee: doppiato da Kath Soucie in inglese e Caterina Rochira in italiano
- Reverendo degli spettri: doppiato da Jack Angel in inglese e Antonio Paiola in italiano

Nel doppiaggio presente nelle prime due VHS della serie, i doppiatori del film del 1995 Lorenzo De Angelis, Luca Dal Fabbro, Marcello Tusco e Mino Caprio tornavano a doppiare i loro rispettivi personaggi.